# Lev IX.
Svatý Lev IX., rodným jménem Bruno von Egisheim-Dagsburg (21. červen 1002, Eguisheim – 19. dubna 1054 Řím) byl papežem od 12. února 1049 až do své smrti.

## Život
Je všeobecně považován za historicky nejvýznamnějšího německého papeže středověku. Měl velký vliv v rozkolu prvotní církve, který je známý jako velké schizma a které vyústilo v rozdělení církve na dvě větve, v němž se formálně oddělila katolická od východní pravoslavné církve. Katolickou církvi je uctíván jako svatý. Jeho svátek se slaví 19. dubna.
Ve své reformaci katolické církve upřednostňoval tradiční morálku. Jedním z jeho prvních veřejných činů bylo uspořádat velikonoční synod v roce 1049. V Sasku se připojil k císaři Jindřichu III. a doprovázel ho do Kolína nad Rýnem a Cách. Rovněž svolal setkání vyššího duchovenstva v Remeši, na kterém bylo vydáno několik důležitých reformních dekretů. V Mohuči uspořádal radu, na které byli zastoupeni italští, francouzští i němečtí duchovní, také byli přítomni vyslanci byzantského císaře. I zde bylo především řešeno svatokupectví a sňatek duchovenstva. Ke konci svého pontifikátu válčil s Normany. Svůj život soustředil především na reformu církve, společnosti a její morální očistu v intencích clunyjského hnutí.
Jeho legát kardinál Humbert de Silva Candida, kterého vyslal krátce před svou smrtí do Konstantinopole, pak po jeho smrti použil (patrně v rozporu s instrukcemi) bulu exkomunikující konstantinopolského patriarchu Kerullaria, což vedlo k velkému schizmatu.

## Odkazy

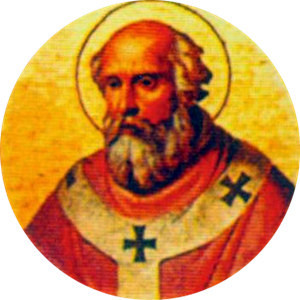
Portrét papeže sv. Lva IX. v bazilice sv. Pavla za hradbami